# Naka-no-shima
Naka-no-shima (jap. 中之島) – wyspa wulkaniczna w północnej części archipelagu Tokara (Tokara-rettō), stanowiącego część archipelagu Nansei (Nansei-shotō). Grupa należy administracyjnie do prefektury Kagoshima, w Japonii.
Jest to największa i jednocześnie najludniejsza wyspa archipelagu. Linia brzegowa ma długość 31,8 km. W północnej części wyspy znajduje się – nazywany czasem „Tokara Fuji” – czynny wulkan Otake (御岳), o wysokości 979 m n.p.m. Jego ostatnia erupcja nastąpiła w 1914 roku. Jest to jednocześnie najwyższa góra w archipelagu Tokara. Do roku 1944 wydobywano na wyspie siarkę.
Mieszkańcy utrzymują się z turystyki, rolnictwa i rybołówstwa. Do atrakcji wyspy należą, gorące źródła, latarnia morska, obserwatorium astronomiczne oraz muzeum miejscowej historii i folkloru. Podobnie jak i na niektórych innych wysepkach archipelagu, hodowane są tu kucyki tokara-uma.
Naka-no-shima jest największą wyspą należącą administracyjnie do wioski Toshima, zarówno pod względem powierzchni, jak i liczby ludności. 

## Linki zewnętrzne

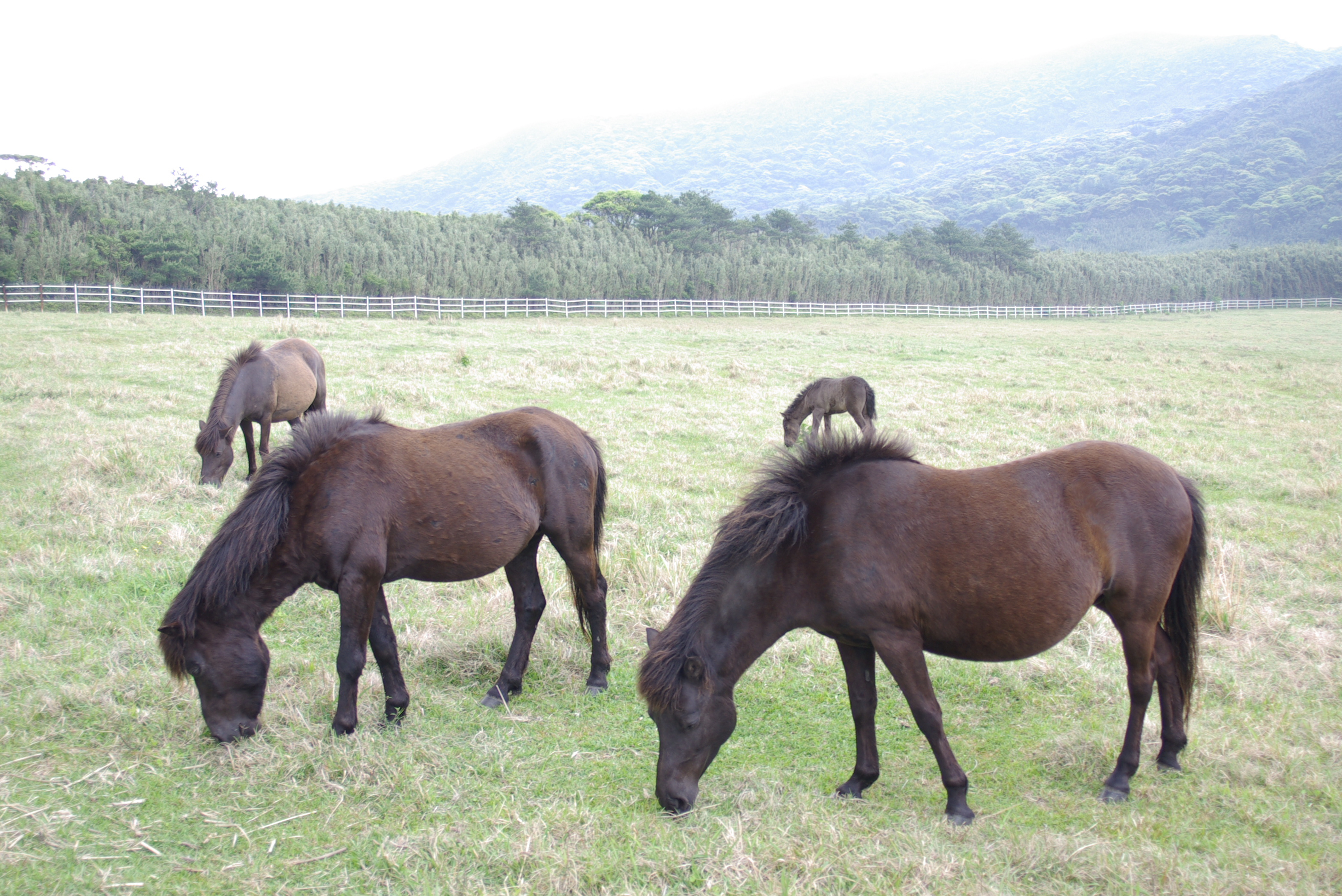
Koniki tokara